# Granat-2
Granat-2 – rosyjski dron  przeznaczony do prowadzenia bliskiego rozpoznania wykorzystywany przez Siły Zbrojne Federacji Rosyjskiej.

## Opis
Dron jest przeznaczony prowadzenia rozpoznania za pomocą sprzętu fotograficznego i wideo w paśmie widzialnym i podczerwieni na dystansie od 15 do 25 kilometrów. Został opracowany przez zakłady Iżewskie Systemy Bezzałogowe (ros. ООО «Ижевские беспилотные системы») w Iżewsku. Pierwsza publiczna demonstracja nowej konstrukcji miała miejsce na wystawie Alabino w Rosji w 2013 roku. Przy jego projektowaniu wykorzystano doświadczenia zebrane podczas projektowania drona Grusza. Drony Granat-2 są wykorzystywane w ramach rosyjskiego systemu wsparcia artyleryjskiego Nawodczik-2 (ros. Наводчик-2). Dron i cały systemy został sprawdzony podczas ćwiczeń jednostek artyleryjskich rosyjskiego Centralnego Okręgu Wojskowego jesienią 2014 roku, kiedy to stanowił wsparcie dla jednostek artyleryjskich wyposażonych w systemy artylerii rakietowej BM-27 Uragan i haubicoarmaty 2S19 Msta-S.
Granat-2 stanowi część zestawu, w skład którego wchodzą dwa drony, stacja naziemnej kontroli, kontener transportowy, zestaw zapasowych baterii i zestaw części zapasowych. Całość zestawu waży 19,5 kg i jest obsługiwana przez dwóch żołnierzy, którzy potrzebują 5 min na przygotowanie drona do lotu. Prezentacja zestawu miała miejsce na Międzynarodowym Forum Wojskowo-Technicznym „ARMIA-2019”.

## Użycie bojowe
W 2014 roku władze rosyjskie udostępniły bliżej nieznaną ilość dronów separatystom z Donieckiej Republice Ludowej, szkolenie operatorów odbyło się na poligonie Kuźminski w obwodzie rostowskim. W styczniu 2019 roku ukraińscy żołnierze zdobyli dron Granat-2 w rejonie Donbasu. Drony Granat-2 zostały wykorzystane przez jednostki armii rosyjskiej biorące udział w ataku Rosji na Ukrainę w 2022 roku.